# Gustav Binder
Gustav Binder (ur. 13 kwietnia 1910, zm. 3 maja 1947 w Hameln) – zbrodniarz hitlerowski, członek załogi obozu koncentracyjnego Ravensbrück oraz SS-Unterscharführer.

## Życiorys
Urodził się w austriackiej miejscowości Bergen, a z zawodu był krawcem. Do SS wstąpił w 1933, a do NSDAP w 1938. W latach 1938–1939 pełnił służbę w Dachau (KL). Od 1 lipca 1940 do wyzwolenia obozu w 1945 był kierownikiem szwalni nr I w Ravensbrück. Binder był znanym okrutnikiem, nieustannie znęcającym się nad podległymi mu więźniarkami. Oto powojenne zeznanie jednej z nich: "Ten oberłotr Binder swoim barbarzyńskim postępowaniem spowodował śmierć wielu niewinnych kobiet".
Schwytany przez aliantów, zasiadł następnie na ławie oskarżonych w pierwszym procesie załogi Ravensbrück przed brytyjskim Trybunałem Wojskowym w Hamburgu. Gustav Binder został skazany za swoje zbrodnie na karę śmierci i powieszony w maju 1947 w więzieniu w Hameln.